# 수잔 앤스패치

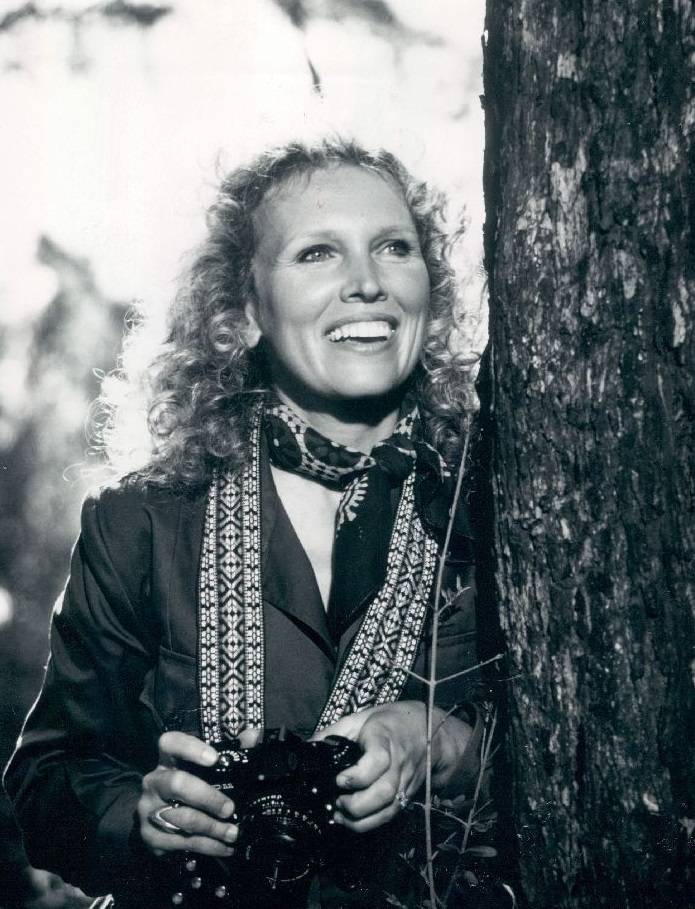

수잔 앤스패치(Susan Anspach, 1942년 11월 23일 ~ 2018년 4월 2일)는 미국의 배우, 연극 배우, 텔레비전 배우, 영화배우, 가수, 작가이다.
뉴욕에서 태어났으며 로스앤젤레스에서 사망하였다. 사인은 심부전이다.

## 영화
- 와일드 어바웃 해리 (2009년)
- 에이리언 X 팩터 (1997년)
- 잃어버린 테잎 (1990년)
- 하이웨이 추적자 (1990년)
- 최후의 결전 (1988년)
- 화염 속으로 (1987년)
- 인섹트 (1987년)
- 오해 (1984년)
- 위험한 만남 (1982년)
- 가스 (1981년)
- 영혼을 판 사나이 (1981년)
- 런닝 (1979년)
- 브룸 인 러브 (1973년)
- 카사블랑카여, 다시 한번 (1972년)
- 랜드로드 (1970년)
- 잃어버린 전주곡 (1970년)